# Võhandu
A Võhandu folyó Észtországban. A Vagula-tóból ered, forrásától kezdve keleti irányban halad, majd végül a Pszkovi-tóba torkollik. Az egyik legnagyobb esésű folyó az országban.
A Võhandu völgyében 1963-ban természetvédelmi területet hoztak létre.

## Fordítás
Ez a szócikk részben vagy egészben  a   Võhandu (river) című észt Wikipédia-szócikk ezen változatának fordításán alapul.  Az eredeti cikk szerkesztőit annak laptörténete sorolja fel. Ez a jelzés csupán a megfogalmazás eredetét és a szerzői jogokat jelzi, nem szolgál a cikkben szereplő információk forrásmegjelöléseként.